# 宮田町 (長野県)
宮田町（みやだまち）は、長野県上伊那郡にあった町。現在の宮田村にあたる。

## 歴史
- 1889年（明治22年）4月1日 - 町村制の施行により、上伊那郡宮田村が単独で自治体を形成。
- 1954年（昭和29年）
  - 1月1日 - 町制施行して宮田町となる。
  - 7月1日 - 上伊那郡赤穂町・中沢村・伊那村と合併して駒ヶ根市が発足。同日宮田町廃止。

## 交通

### 鉄道路線
- 日本国有鉄道
  - 飯田線：宮田駅

### 道路
- 国道153号

現在は旧町域に中央自動車道の宮田バスストップが所在するが、当時は未開通。